# Cabanglasan
Cabanglasan  ist eine Großraumgemeinde in der Provinz Bukidnon auf der Insel Mindanao in den Philippinen. Sie hat 33.997 Einwohner (Zensus 1. August 2015), die in 15 Barangays leben. Sie gehört zur ersten Einkommensklasse der Gemeinden auf den Philippinen und wird als partiell urbanisiert beschrieben. 
Ihre Nachbargemeinden sind Malaybalay City im Norden und Westen, San Fernando im Süden und Loreto in der Provinz Agusan del Sur im Osten. Die Gemeinde liegt etwa 59 km östlich von der Provinzkapitale Malaybalay City, rund 152 km südöstlich der Hauptstadt der Region Cagayan de Oro. 

## Barangays
| - Cabulohan - Cananga-an - Iba - Imbatug - Lambangan | - Mandaing - Paradise - Poblacion - Anlogan - Capinonan | - Dalacutan - Freedom - Mandahican - Mauswagon - Jasaan |